# 【es】 〜Theme of es〜
『【es】〜Theme of es〜』（エス テーマ・オブ・エス）は、日本のバンド・Mr.Childrenによる8枚目のシングル。1995年5月10日にトイズファクトリーより発売された。

## 背景とリリース
前作『everybody goes -秩序のない現代にドロップキック-』から約5ヶ月ぶりのシングルだが、この間に桑田佳祐と「桑田佳祐 & Mr.Children」名義でコラボレーションシングル『奇跡の地球』をリリースしている。アートディレクターは信藤三雄。

## チャート成績
4thシングル『CROSS ROAD』から5作連続でミリオンセラーを達成した。初週で52.1万枚、累計売上は157.2万枚。

## 収録曲
| 全作詞: 桜井和寿、全編曲: 小林武史 & Mr.Children。 |                              |           |                     |                                         |      |
| #                                                  | タイトル                     | 作詞      | 作曲                |                                         | 時間 |
| 1.                                                 | 「【es】〜Theme of es〜」    | 桜井和寿  | 桜井和寿            | ストリングスアレンジ: 小林武史 & 桑野聖 | 5:52 |
| 2.                                                 | 「雨のち晴れ Remix version」 | 桜井和寿  | 桜井和寿 & 小林武史 |                                         | 9:36 |
| 合計時間:                                          | 合計時間:                    | 合計時間: | 合計時間:           | 15:28                                   |      |

## 楽曲解説
1. 【es】〜Theme of es〜
  - 歌い出しはアコースティックギター一本から始まり[1]、徐々にバンド音とストリングスが加わってくる。Bメロになる際に転調しているが、これは自然とそうなったという。
  - タイトルの日本語訳は「【es】のテーマ」で、文字通りドキュメンタリー映画『【es】 Mr.Children in FILM』の主題歌として制作された[1][2]。ミュージック・ビデオは主にドキュメンタリー映画の映像、オーストラリアで撮影された風景やメンバーの様子[注 1]、ライブ映像[注 2]によって構成されている。
  - この楽曲が制作され始めたのはオーストラリアで本楽曲と6thシングル『Tomorrow never knows』のミュージック・ビデオを撮影した約2か月後で、楽曲制作よりも先にミュージック・ビデオが撮られた[2]。歌詞が存在しないまま札幌でのプリプロが行われた当日の翌朝に阪神・淡路大震災が発生し、その約10日後に歌詞が完成したという[1][2]。サビの歌詞「何が起こっても変じゃないそんな時代さ覚悟はできてる」は、阪神・淡路大震災にインスパイアされている[1]。
  - 詞のモチーフとして使われたのは制作当時の桜井和寿が『月刊カドカワ』へ連載していたエッセイが土台で[1]、曲作りのヒントとなった言葉の「es」は心理学用語では「自我」となっている。次作『シーソーゲーム 〜勇敢な恋の歌〜』の歌詞にも自我そのものを意味する「エゴ」という単語が使われ、前作『everybody goes -秩序のない現代にドロップキック-』のジャケットには「es」というロゴの入ったTシャツを着た「es君」が登場している。
  - 『Mr.Children TOUR "REGRESS OR PROGRESS" '96〜'97』以降演奏されなかったが、『ap bank fes '10』で約15年ぶりに披露され翌年に行われたライブツアー『Mr.Children Tour 2011 SENSE』でも披露されている。
  - アウトロにキング・クリムゾンの楽曲「クリムゾン・キングの宮殿」のイントロが引用されている。
  - ミュージック・ビデオは2018年3月21日発売の『Mr.Children DOME & STADIUM TOUR 2017 Thanksgiving 25』に収録されている。監督は信藤三雄と小林武史。
2. 雨のち晴れ Remix version
  - 4thアルバム『Atomic Heart』収録曲「雨のち晴れ」のリミックスバージョン。桜井による日記朗読のような間奏部分も入っている。
  - 演奏時間はMr.Childrenのスタジオレコーディング曲の中では最長（全ての音源では、36thシングル『ヒカリノアトリエ』収録のシークレット・トラック「Over（弾き+語り2 Version）」が最長）。
  - このバージョンは映画『【es】Mr.Children in FILM』でも確認できるように、『Mr.Children '94 tour innocent world』でのライヴバージョンとして制作され元々音源化の予定はなかったが、映画内で使用されている[2]ことやこのバージョンが好評であったことなどから収録された。
  - ライブではスーツと眼鏡姿の寸劇スタイルを取り[2]、実際に生演奏されるのは最後の2分半ほどでそれまではほぼテープ演奏によるもの[3]。寸劇内容は歌詞の内容をそのまま表現したもの。

## テレビ出演
| 番組名                   | 日付          | 放送局     | 演奏曲                                                                                         |
| ------------------------ | ------------- | ---------- | ---------------------------------------------------------------------------------------------- |
| ポップジャム             | 1995年4月28日 | NHK総合    | Tomorrow never knows 【es】 〜Theme of es〜                                                    |
| ミュージックステーション | 1995年6月2日  | テレビ朝日 | 【es】 〜Theme of es〜                                                                         |
| HEY!HEY!HEY! MUSIC CHAMP | 1995年6月5日  | フジテレビ | 【es】 〜Theme of es〜                                                                         |
| FAN                      | 1995年6月9日  | 日本テレビ | CROSS ROAD everybody goes -秩序のない現代にドロップキック- 【es】 〜Theme of es〜 フラジャイル |

## ライブ映像作品
【es】 〜Theme of es〜
| 作品名                        |
| ----------------------------- |
| Mr.Children TOUR 2011 "SENSE" |

## 収録アルバム
- 『LAND IN ASIA』 (#1)
- 『BOLERO』 (#1)
- 『Mr.Children 1992-1995』 (#1)
- 『Mr.Children 1992-2002 Thanksgiving 25』 (#1)
- 『B-SIDE』 (#2)

## クレジット
- Takuo Yamaoto : Soprano Sax (1)
- Hijiri Kuwano Strings : Tenor Sax (1)
- Hideyuki Obata : Tenor Sax (2)
- Rentaro Takayasu (Oorong-sya), Ken Matsumoto (Oorong-sya) : Computar Programming

## カバー
- 【es】 〜Theme of es〜
  - マリエ・ディグビー（2009年、アルバム『Second Home』に収録）